# Danica Jovanović
Danica Jovanović (Beška, 4. januar 1886 — Petrovaradin, 12. septembar 1914) je srpska slikarka koja je pripadala generaciji srpskih modernista, koji su umetničko školovanje započeli početkom 20. veka, a njihov kreativni uspon su prekinuli Balkanski i Prvi svetski rat.

## Biografija
Potiče iz patrijarhalne sredine i zahvaljujući upornosti i snažnoj želji da se posveti slikarstvu, ipak je uspela da dopre nadomak željenog cilja. Jovanovići su stara beščanska porodica, koja se tu pominje od druge polovine 18. veka. Bila je šesto po redu dete Krste i Mileve Jovanović, rođ. Bajić iz Beške. Trorazrednu osnovnu školu završila je 1895. godine u Beški. Najbolje ocene je imala iz crtanja. Danica Jovanović kasno počinje da se školuje (u osamnaestoj godini), i to privatno (jer je prestarila), u Višoj srpskoj devojačkoj školi u Novom Sadu (1903-1907).Od presudnog značaja za Danicu Jovanović i njena interesovanja bila je činjenica da je crtanje, među ostalim predmetima, predavala mlada i ambiciozna Anđelija Sandić koja je u inače prilično strogo i patrijarhalno vaspitanje učenica unijela nove pedagoške metode. Podršku Sandićeve Danica će imati i prilikom upisa na Umjetničko-zanatsku školu u Umetničko-zanatskoj školi u Beogradu (1907 — 1909). Njeno studiranje pomogli su mnogi beščani svojim prilozima, kao i crkvena opština. Arkadije Varađanin joj je našao prvu dobrotvorku Danu Jovanović iz Velike Kikinde. Osim požrtvovane Dane Danica je uživala i stipendiju Petrovaradinske opštine, u iznosu od 800 kruna godišnje. Kako je ubrzo umrla njena dobrotvorka, Varađanin je povezao studentkinju slikarstva sa Olgom Jovanović, suprugom poslanika i državnog savetnika Steve Jovanovića iz Budimpešte. Školovanje nastavlja na u Minhenu na Ženskoj slikarskoj akademiji (1909 — 1914). Krajem marta 1914. godine Danica je završila akademiju i postala "akademska slikarka" sa pravom da radi kao "nastavnica crtanja i malanja".
U trenutku kada je njen život nasilno prekinut, streljanjem u Petrovaradinskoj tvrđavi na početku Prvog svetskog rata, Danica Jovanović je imala svega dvadeset sedam godina. Bila se vratila iz Minhena 3. avgusta 1914. godine. Provela je izvesno vreme kod prijatelja prof. Varađanina u Novom Sadu. Zatim je krenula u Bešku, da se oprosti sa bratom Milanom, koji je kao mobilisan krenuo u rat. Međutim uhapšena je 10. septembra 1914. godine i dva dana kasnije streljana po kratkom postupku sa još pet meštana, taoca.

## Drugi o Danici Jovanović
Stojan Aralica ju je zapamtio kao „strasno zaljubljenu u slikarstvo”, dok je Živorad Nastasijević smatrao da treba sačuvati njene poslednje trenutke u zemaljskom životu: crtežom je hteo da izrazi činjenicu kako smrt može da izbriše fizičko postojanje, ali ne može da uništi delo, ma kako ono bilo malobrojno i zaboravljeno. Konačno, nakon mnogih godina istraživanja, može se zaključiti da sačuvano delo Danice Jovanović i nije tako malobrojno, naročito u odnosu na neke druge autore njene generacije, kao što su Kosta Josipović, Aleksandar Lazarević, Kosta Jorgović ili Vladimir Gavrilović. Ukupno sedamdeset tri kataloške jedinice, šezdeset jedna slika i dva skicenbloka sa većim brojem crteža, sigurno su polazište za sagledavanje složenih puteva kojima se kretalo slikarstvo Danice Jovanović, kao i nagoveštaj njihovih mogućih daljih tokova. Iako je bila jedinstvena u svojoj privrženosti aktuelnim tendencijama minhenske slikarske škole, njena umetnička zaostavština ukazuje na suštinsko nejedinstvo čiji uzroci leže u procesu formiranja kreativne ličnosti i intenzivnoj potrazi za sopstvenim kreativnim prosedeom. Ova neujednačenost iskazana je u više paralelnih tokova koji nisu bez organske povezanosti, ali rečito svedoče o izvorima i presudnim uticajima koji su formirali slikarsku ličnost Danice Jovanović. Moguće ih je razdvojiti na slikarske i neke opšte izvore i uticaje. Tokom školovanja na Umetničko-zanatskoj školi u Beogradu (1907-1909), kroz pedagoške principe i praktičan rad stekla je prve utiske o dometima minhenske slikarske škole; tekuća umetnička produkcija ukazala joj je na impresionizam kao prevashodno izvorište modernosti aktuelnog slikarstva. Usmerena ka klasičnom umetničkom obrazovanju, ona je tokom boravka u Minhenu i studija na Ženskoj slikarskoj akademiji/Damenakademie (1909-1914), iz bogatog izbora preuzela vizuelni identitet zakasnelog nemačkog impresionizma, ali i tendenciju da se izrazi gestom i bojom, istovremeno ne odbacujući mogućnost prihvatanja simbolističkih izražajnih sredstava. U procesu umetničkog odrastanja jednu od konstanti predstavljalo je i naglašeno prisustvo nacionalno-prosvetiteljske komponente, kao odlučujućeg faktora u izboru tematike. Rezultat je simbolistički, koloristički, eskpresivan i na svojevrstan način nacionalno obojen opus koji, uprkos ovako neusklađenim i višeznačnim epitetima deluje jedinstveno i celovito. U njemu preovladavaju radovi sa studija, mrtve prirode, pejzaži, portreti, kopije, kao i serijal figura seljaka u narodnim nošnjama u eksterijeru. Daničine slike karakteriše energičan potez, gusta pasta, intenzivan kolorit i poseban tretman svetlosti, koji odaju impulsivan umetnički temperament i snažnu i beskompromisnu ličnost. Više o njenoj prirodi saznajemo i iz pisama koja je slala svom dobrotvoru Arkadiju Varađaninu, kao i sa mnogih fotografija iz različitih perioda školovanja: iz perioda novosadskog školovanja sačuvane su legimitacije i razredne fotografije; tokom boravka u Beogradu slikala se sa prijateljicama Milicom Jakovljević i Jelicom Lomić. U Minhenu je vidimo sa koleginicama iz Ženske slikarske akademije, u druženju sa prijateljima, ali i na svečanim snimcima iz fotografskih ateljea.

## Zaostavština
Sećanje na Danicu Jovanović čuva Legat Angeline i Milana Grulovića u Beški. Njene slike poseduju: Galerija Matice srpske, Spomen-zbirka Pavla Beljanskog u Novom Sadu, kao i Narodni muzej u Beogradu.

## Galerija
- Džamija U Beogradu, 1913.
- Dve seljanke pored izvora, 1913.
- Autoportret, 1914.

## literatura
- Jasna Jovanov, Danica Jovanović, Topy-Vojno-izdavački zavod-Narodna biblioteka „Đorđe Natošević” - Spomen-zbirka Pavla Beljanskog, Beograd-Inđija-Novi Sad, 2007.
- Ученице Више српске девојачке школе у Новом Саду, јун 1907, стр.158,У Београду са пријатељицама, 30. јун 1909.

## Spoljašnje veze
- Дана Јовановић, сликарка („Политика”, 29. март 1922, стр. 7)
- Slike Danice Jovanović prvi put u Beogradu („Politika“, 19. avgust 2014)
- Danica Jovanović[мртва веза]Kulturni Heroj
- Poema o Danici Jovanović u Karlshuldu („Politika”, 13. decembar 2021)